# Babe Stovall

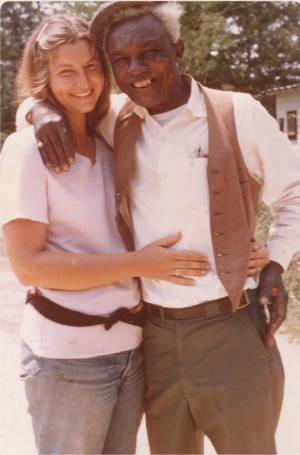
Babe Stovall en 1973

Babe Stovall né le 14 octobre 1907 et mort le 21 septembre 1974 est un chanteur et guitariste de blues américain.

## Biographie
Jewell Stovall, plus connu sous le nom de Babe Stovall naît le 14 octobre 1907 à Tylertown dans l'État du Mississippi. Il est le plus jeune parmi onze enfants (d'où son surnom de Babe). Il apprend à jouer de la guitare à partir de l'âge fr huit ans. Son jeu est influencé par celui de Tommy Johnson qu'il rencontre dans les années 1930. Il déménage plus trd à La Nouvelle-Orléans en Louisiane où il joue dans les rues et les cafés du quartier français. Il joue parfois de la guitare derrière le dos et chante ses chansons assez fort pour qu'elles soient entendues jusque dans la rue. En 1964 il enregistre un album pour Verve, intitulé Babe Stovall (qui fut réédité en 1990 sur CD). EN 1966 il enregistre un autre album : The Babe Stovall Story.  Ses derniers enregistrements avec Bob West ne sont éditées qu'en 2003 sous le titre The Old Ace: Mississippi Blues & Religious Songs publié par Arcola (2003).  
Stovall joue dans les universités et devient un musicien régulier des festivals : the Dream Castle Bar and The Quarum club à la New Orleans. 
Il meurt le 21 septembre 1974 à La Nouvelle-Orléans d'une cause naturelle.